# 11656 Lipno
11656 Lipno eller 1997 EL6 är en asteroid i huvudbältet som upptäcktes den 6 mars 1997 av de båda tjeckiska astronomerna Miloš Tichý och Zdeněk Moravec vid Kleť-observatoriet. Den är uppkallad efter Lipnoreservoaren.